# Notiospathius ninae
Notiospathius ninae är en stekelart som beskrevs av Marsh 2002. Notiospathius ninae ingår i släktet Notiospathius och familjen bracksteklar. Inga underarter finns listade i Catalogue of Life.